# Damernas turnering i volleyboll vid olympiska sommarspelen 1976
Damernas turnering i volleyboll vid olympiska sommarspelen 1976 spelades 19 till 30 juli 1976 i Montréal, Kanada. Japan blev olympiska mästare för andra gången genom att besegra Sovjetunionen i finalen i tre raka set. Inna Ryskal vann sin fjärde olympiska medalj, vilket hon länge var ensam volleybollspelare att ha uppnått.

## Deltagande lag
| Lag           | Turnering                             | Deltog senast    |
| ------------- | ------------------------------------- | ---------------- |
| Kanada        | Värdland                              | Debut            |
| Sydkorea      | 2:a asiatiska mästerskapet 1975       | Monaco 1972      |
| Kuba          | 1:a nordamerikanska mästerskapet 1975 | Monaco 1972      |
| Östtyskland   | 1:a europakvalet                      | Debut            |
| Japan         | 1:a VM 1974                           | Monaco 1972      |
| Peru          | 1:a sydamerikanska mästerskapet 1975  | Mexiko City 1968 |
| Ungern        | 2:a EM 1975                           | Monaco 1972      |
| Sovjetunionen | 1:a OS 1972                           | Monaco 1972      |

## Första rundan[2]

### Grupp A

#### Resultat
| Datum    | Mellan          | Resultat | Set   | Set   | Set   | Set   | Set   | Poäng totalt | Speltid | Åskådare |
| Datum    | Mellan          | Resultat | 1     | 2     | 3     | 4     | 5     | Poäng totalt | Speltid | Åskådare |
| -------- | --------------- | -------- | ----- | ----- | ----- | ----- | ----- | ------------ | ------- | -------- |
| 19-07-76 | Ungern - Japan  | 0 - 3    | 6:15  | 3:15  | 4:15  |       |       | 13 - 45      | -       | -        |
| 19-07-76 | Kanada - Peru   | 2 - 3    | 15:12 | 4:15  | 10:15 | 15:7  | 12:15 | 56 - 64      | -       | -        |
| 21-07-76 | Peru - Japan    | 0 - 3    | 7:15  | 4:15  | 9:15  |       |       | 20 - 45      | -       | -        |
| 21-07-76 | Kanada - Ungern | 1 - 3    | 13:15 | 10:15 | 15:9  | 9:15  |       | 47 - 54      | -       | -        |
| 23-07-76 | Ungern - Peru   | 3 - 1    | 7:15  | 15:8  | 15:3  | 16:14 |       | 53 - 40      | -       | -        |
| 23-07-76 | Japan - Kanada  | 3 - 0    | 15:6  | 15:2  | 15:2  |       |       | 45 - 10      | -       | -        |

#### Sluttabell
| Pos | Landslag | Poäng | Matcher | Matcher | Matcher   | Set   | Set       | Kvot  | Poäng | Poäng     | Kvot  |
| Pos | Landslag | Poäng | Spelade | Vunna   | Förlorade | Vunna | Förlorade | Kvot  | Vunna | Förlorade | Kvot  |
| --- | -------- | ----- | ------- | ------- | --------- | ----- | --------- | ----- | ----- | --------- | ----- |
| 1   | Japan    | 6     | 3       | 3       | 0         | 9     | 0         | MAX   | 135   | 43        | 3.139 |
| 2   | Ungern   | 5     | 3       | 2       | 1         | 6     | 5         | 1.200 | 120   | 132       | 0.909 |
| 3   | Peru     | 4     | 3       | 1       | 2         | 4     | 8         | 0.500 | 124   | 154       | 0.805 |
| 4   | Kanada   | 3     | 3       | 0       | 3         | 3     | 9         | 0.333 | 113   | 163       | 0.693 |

### Grupp B

#### Resultat
| Datum    | Mellan                      | Resultat | Set   | Set   | Set   | Set   | Set   | Poäng totalt | Speltid | Åskådare |
| Datum    | Mellan                      | Resultat | 1     | 2     | 3     | 4     | 5     | Poäng totalt | Speltid | Åskådare |
| -------- | --------------------------- | -------- | ----- | ----- | ----- | ----- | ----- | ------------ | ------- | -------- |
| 20-07-76 | Sydkorea - Sovjetunionen    | 1 - 3    | 14:16 | 15:12 | 2:15  | 14:16 |       | 45 - 59      | -       | -        |
| 20-07-76 | Östtyskland - Kuba          | 1 - 3    | 15:7  | 5:15  | 5:15  | 13:15 |       | 38 - 52      | -       | -        |
| 22-07-76 | Kuba - Sovjetunionen        | 1 - 3    | 9:15  | 15:13 | 11:15 | 10:15 |       | 45 - 58      | -       | -        |
| 22-07-76 | Östtyskland - Sydkorea      | 2 - 3    | 15:5  | 15:11 | 14:16 | 2:15  | 13:15 | 59 - 62      | -       | -        |
| 24-07-76 | Sydkorea - Kuba             | 3 - 2    | 14:16 | 15:4  | 15:8  | 13:15 | 15:10 | 72 - 53      | -       | -        |
| 24-07-76 | Sovjetunionen - Östtyskland | 3 - 2    | 15:11 | 13:15 | 11:15 | 15:5  | 15:1  | 69 - 47      | -       | -        |

#### Sluttabell
| Pos | Landslag      | Poäng | Matcher | Matcher | Matcher   | Set   | Set       | Kvot  | Poäng | Poäng     | Kvot  |
| Pos | Landslag      | Poäng | Spelade | Vunna   | Förlorade | Vunna | Förlorade | Kvot  | Vunna | Förlorade | Kvot  |
| --- | ------------- | ----- | ------- | ------- | --------- | ----- | --------- | ----- | ----- | --------- | ----- |
| 1   | Sovjetunionen | 6     | 3       | 3       | 0         | 9     | 4         | 2.250 | 186   | 137       | 1.357 |
| 2   | Sydkorea      | 5     | 3       | 2       | 1         | 7     | 7         | 1.000 | 179   | 171       | 1.046 |
| 3   | Kuba          | 4     | 3       | 1       | 2         | 6     | 7         | 0.857 | 150   | 168       | 0.892 |
| 4   | Östtyskland   | 3     | 3       | 0       | 3         | 5     | 9         | 0.555 | 144   | 183       | 0.786 |

## Slutspelsrundan[2]

### Finalspel
|  | Semifinaler   | Semifinaler |               |       | Final               | Final               |  |
|  |               |             |               |       |                     |                     |  |
|  | Ungern        | 0           |               |       |                     |                     |  |
|  | Ungern        | 0           |               |       |                     |                     |  |
|  | Sovjetunionen | 3           |               |       |                     |                     |  |
|  | Sovjetunionen | 3           |               | Japan | 3                   |                     |  |
|  |               |             |               | Japan | 3                   |                     |  |
|  |               |             | Sovjetunionen | 0     |                     |                     |  |
|  | Japan         | 3           | Sovjetunionen | 0     |                     |                     |  |
|  | Japan         | 3           |               |       |                     |                     |  |
|  | Sydkorea      | 0           |               |       | Match om tredjepris | Match om tredjepris |  |
|  | Sydkorea      | 0           |               |       |                     |                     |  |
|  |               |             |               |       |                     |                     |  |
|  |               |             |               |       | Sydkorea            | 3                   |  |
|  |               |             |               |       | Sydkorea            | 3                   |  |
|  |               |             |               |       | Ungern              | 1                   |  |

#### Resultat
| Datum    | Mellan                 | Resultat | Set   | Set   | Set   | Set  | Set | Poäng totalt | Speltid | Åskådare |
| Datum    | Mellan                 | Resultat | 1     | 2     | 3     | 4    | 5   | Poäng totalt | Speltid | Åskådare |
| -------- | ---------------------- | -------- | ----- | ----- | ----- | ---- | --- | ------------ | ------- | -------- |
| 29-07-76 | Ungern - Sovjetunionen | 0 - 3    | 10:15 | 10:15 | 9:15  |      |     | 29 - 45      | -       | -        |
| 29-07-76 | Japan - Sydkorea       | 3 - 0    | 15:13 | 15:6  | 15:5  |      |     | 45 - 24      | -       | -        |
| 30-07-76 | Sydkorea - Ungern      | 3 - 1    | 12:15 | 15:12 | 15:10 | 15:6 |     | 57 - 43      | -       | -        |
| 30-07-76 | Japan - Sovjetunionen  | 3 - 0    | 15:7  | 15:8  | 15:2  |      |     | 45 - 17      | -       | -        |

### Spel om plats 5-8
|  | Matcher om plats 5-8 | Matcher om plats 5-8 |      |             | Match om femteplatsen  | Match om femteplatsen  |  |
|  |                      |                      |      |             |                        |                        |  |
|  | Kanada               | 2                    |      |             |                        |                        |  |
|  | Kanada               | 2                    |      |             |                        |                        |  |
|  | Kuba                 | 3                    |      |             |                        |                        |  |
|  | Kuba                 | 3                    |      | Östtyskland | 0                      |                        |  |
|  |                      |                      |      | Östtyskland | 0                      |                        |  |
|  |                      |                      | Kuba | 3           |                        |                        |  |
|  | Peru                 | 2                    | Kuba | 3           |                        |                        |  |
|  | Peru                 | 2                    |      |             |                        |                        |  |
|  | Östtyskland          | 3                    |      |             | Match om sjundeplatsen | Match om sjundeplatsen |  |
|  | Östtyskland          | 3                    |      |             |                        |                        |  |
|  |                      |                      |      |             |                        |                        |  |
|  |                      |                      |      |             | Kanada                 | 1                      |  |
|  |                      |                      |      |             | Kanada                 | 1                      |  |
|  |                      |                      |      |             | Peru                   | 3                      |  |

#### Resultat
| Datum    | Mellan             | Resultat | Set   | Set   | Set   | Set  | Set  | Poäng totalt | Speltid | Åskådare |
| Datum    | Mellan             | Resultat | 1     | 2     | 3     | 4    | 5    | Poäng totalt | Speltid | Åskådare |
| -------- | ------------------ | -------- | ----- | ----- | ----- | ---- | ---- | ------------ | ------- | -------- |
| 26-07-76 | Kanada - Peru      | 2 - 3    | 15:13 | 7:15  | 16:14 | 9:15 | 3:15 | 50 - 72      | -       | -        |
| 26-07-76 | Kuba - Östtyskland | 2 - 3    | 11:15 | 9:15  | 15:8  | 15:8 | 8:15 | 58 - 61      | -       | -        |
| 27-07-76 | Kanada - Peru      | 1 - 3    | 9:15  | 15:12 | 4:15  | 7:15 |      | 35 - 57      | -       | -        |
| 27-07-76 | Östtyskland - Kuba | 0 - 3    | 12:16 | 12:15 | 8:15  |      |      | 34 - 46      | -       | -        |

## Slutplaceringar
| Sluttabell | Lag           |
| ---------- | ------------- |
|            | Japan         |
|            | Sovjetunionen |
|            | Sydkorea      |
| 4          | Ungern        |
| 5          | Kuba          |
| 6          | Östtyskland   |
| 7          | Peru          |
| 8          | Kanada        |